# Afghanen in Nederland
Met Afghanen in Nederland (Dari: افغان ها در هلند, Pasjtoe: افغانان په هالنډ کې) worden in Nederland levende Afghanen, of Nederlanders van Afghaans afkomst aangeduid. Volgens het Centraal Bureau voor de Statistiek (CBS) woonden er per 1 januari 2019 zo’n 49.122 Nederlanders met een Afghaans migratieachtergrond in Nederland.

## Geschiedenis
Eind jaren zeventig en begin jaren tachtig kwamen de eerste Afghaanse vluchtelingen Nederland binnen, op de vlucht voor geweld in hun thuisland als gevolg van de Saurrevolutie. In het decennium tot 2002 was Nederland de op een na populairste bestemming in Europa voor Afghaanse asielzoekers, na Duitsland; zij maakten meer dan 20% uit van de in totaal ongeveer 170.000 asielaanvragen die door Afghanen in Europa werden ingediend. De Nederlandse regering vestigde ze in verschillende gebieden met als beleidsdoel de vorming van grote immigrantengemeenschappen in de steden te voorkomen. Het aantal asielaanvragen bereikte in deze periode een piek in 1998.
Als gevolg van de toenemende instroom van asielzoekers heeft de Nederlandse regering eind jaren negentig een onderzoekseenheid oorlogsmisdaden opgericht; de eerste vluchtelingen die zij beschuldigden van oorlogsmisdaden waren Heshamuddin Hesam en Habibulla Jalalzoy, beiden voormalige leden van de Afghaanse inlichtingendienst KHAD tijdens de Sovjet-Afghaanse oorlog in de jaren tachtig. Hun aanwezigheid riep bij bekendheid veel onrust en angst op bij de Afghaanse gemeenschap in Nederland.  Ze werden beschuldigd van mishandeling van gevangenen in een proces in 2005 en kregen straffen van respectievelijk 12 en 9 jaar gevangenisstraf.

## Demografie
CBS, in 2011:
- 31.823 personen van de eerste generatie (17.238 mannen, 14.585 vrouwen)
- 8.241 personen met een tweede generatie achtergrond (4.244 mannen, 3.997 vrouwen), van wie:
- 361 personen met een in Nederland geboren ouder (185 mannen, 176 vrouwen)
- 7.880 personen waarvan beide ouders buiten Nederland geboren zijn (4.059 mannen, 3.821 vrouwen)

Voor een totaal van 40.064 personen (21.482 mannen, 18.582 vrouwen). Dit vertegenwoordigde meer dan acht keer het totaal van 4.916 personen in 1996.

## Integratie en gemeenschap
Volgens een publicatie van Harry van den Tillaart uit 2000 is het opleidingsniveau van Afghaanse migranten in het land relatief hoog. Een groot deel van de tweede generatie Afghaanse allochtone leerlingen ging naar havo / vwo- scholen, 42 procent (ter vergelijking: dat van Turkse allochtone leerlingen was 22 procent). Een studie van 2004 gepubliceerd door CBS heeft geconcludeerd dat er geen grote problemen met betrekking tot de integratie van Afghanen in Nederland.  Het concludeerde dat:
In Nederland wonende Afghanen hebben over het algemeen een vrij westers wereldbeeld, een liberale kijk op de islam en weten zich aan te passen aan de Nederlandse samenleving. Feit blijft dat de eerste generatie nog met veel problemen kampt, vooral op psychologisch vlak en bij het vinden van passend werk. Hun kinderen zijn veel beter, vinden de ouders zelf. Dit wordt bevestigd door de goede resultaten van de kinderen op school.
Een ander onderzoek uit 2017 wees uit dat Nederlandse Afghanen (en Nederlandse Iraniërs ) het op school beter deden dan andere buitenlandse achtergronden en bijna net zo goed als autochtone Nederlanders.
Afghaanse migranten naar Nederland hebben ongeveer 130 verschillende verenigingen opgericht, voornamelijk gericht op het in stand houden van de Afghaanse cultuur in Nederland en het bieden van liefdadigheidsondersteuning — name materialen zoals dekens, voedsel en meubels — aan mensen en niet-gouvernementele organisaties in Afghanistan.  Afghanen vormen zowel sociaal als etnisch een relatief heterogene groep, met vertegenwoordigers van sprekers van verschillende talen van Afghanistan en vertegenwoordigers van verschillende politieke facties in Afghanistan, variërend van communisten tot democraten en islamitische activisten; binnen organisaties werken de meesten het liefst met mensen met een vergelijkbare achtergrond.

## Gezondheidsproblemen
Stressgerelateerde ziekten komen veel voor onder migranten met een Afghaanse achtergrond, vanwege een verscheidenheid aan oorzaken, waaronder oorlog, scheiding van familieleden en onzekerheid over hun toekomst als gevolg van problemen met de economie en verblijfsvergunningen. Verschillen in de gezondheidszorgstelsels van Afghanistan en Nederland zijn voor sommige vluchtelingen verwarrend gebleken. De huisarts speelt een veel belangrijkere rol in het Nederlandse systeem. In het Afghaanse systeem passeren patiënten daarentegen vaak hun huisarts — of in landelijke gebieden, dorpsherborist — om specialisten in stedelijke gebieden rechtstreeks te raadplegen. Wantrouwen jegens Nederlandse artsen komt veel voor, mogelijk als gevolg van het algemene gevoel van sociale uitsluiting van Afghaanse migranten.

## Bekende Afghanen in Nederland
- Emran Barakzai, voetballer
- Farshad Bashir, politicus
- Anoush Dastgir, voetballer en trainer
- Tahmina Akefi, journalist en auteur
- Najim Haidary, voetballer
- Omran Haydary, voetballer
- Massih Hutak, schrijver en rapper
- Milad Intezar, voetballer
- Shabir Isoufi, voetballer
- Farshad Noor, voetballer
- Hila Noorzai, presentatrice, columnist en radio-dj
- Omid Popalzay, voetballer
- Esmat Shanwary, voetballer
- Faysal Shayesteh, voetballer
- Qays Shayesteh, voetballer